# Тумба (дем Пеония)
Вижте пояснителната страница за други значения на Тумба.
Ту̀мба (на гръцки: Τούμπα) е село в Гърция, Егейска Македония, дем Пеония в област Централна Македония.

## География
Селото е разположено на 80 m надморска височина в северозападния край на Солунското поле на изток от Гумендже (Гумениса) и на юг от Боймица (Аксиуполи).

## История

### Античност
Името си селото дължи на антична гробница, намираща се между училището и църквата, върху която е построена старата камбанария. На 800 m северно от селото има други две македонски гробници – Тумбенска гробница I и Тумбенска гробница II. В 1986 година античното селище и в 1996 година и гробниците са обявени за защитени паметници.

### В Османската империя
В XIX век Тумба е чисто българско село в Ениджевардарска каза на Османската империя. Църквата „Свети Атанасий“ е построена в 1802 година и изписана в 1864 година от Дичо Зограф.
В 70-те години на XIX век в Тумба е отворено българско училище, което единствено от боймишките български училища успява да устои на натиска на патриаршеските църковни власти. Заслуга за това има Българщината в селото се поддържа от местния бей Сали бей Стамболи, който е българофил. В 1874 година, когато тумбенци пожелават да се присъединят към новосъздадената Българска екзархия Сали бей се съгласява, стига решението да е единодушно и така селото става екзархийско. Беят снабдява българското училище с книги и вестници. От 1875/1876 година шест години до 1879/1880 година в Тумба преподава по взаимноучителния метод Георги Пейков. Пейков отново е учител в Тумба в 1888/1889 година, като този път преподава по модерни методи.
На австро-унгарската военна карта селото е отбелязано като Тумба (Tumba), на картата на Йоргос Кондоянис също е отбелязано като Тумба (Τούμπα), християнско село.
Според Васил Кънчов („Македония. Етнография и статистика“) в 1900 година Тумба има 540 жители, всички българи християни.
Цялото село е под върховенството на Българската екзархия. По данни на секретаря на екзархията Димитър Мишев („La Macédoine et sa Population Chrétienne“) в 1905 година в Тумба (Toumba) има 672 българи екзархисти и работи българско училище.
Кукушкият околийски училищен инспектор Никола Хърлев пише през 1909 година:
| „ | Тумба, 19 /III, 1 3ч. от Тошилово. 85 български екзархийски къщи: 3/8 бегови и 5/8 свойщина; същата пропорция и за земята. Поминъкът е земеделие, лозарство и бубарство. Черквата отворена, притежава 100 погона ниви и 1 погон чернична градина. Отказано е от Патриаршията прези 18 години; оттогава съществува и българско училище. Училището е вакъф: двуетажно, с ниска изба, само класна стая с дюшеме, таван, големина 6Х5Х2 1/2 m, светла. | “ |

По данни на Екзархията в 1910 година Тумба има 90 семейства, 522 жители българи (80 чифлигари) и една черква. В 1909 година властите арестуват бившия председател на конституционния клуб в Тумба Милче Трайчев.
В 1910 година Халкиопулос пише, че в селото (Τούμπα) има 670 екзархисти.

По време на Балканската война 2 души от Тумба се включват като доброволци в Македоно-одринското опълчение. Селото е освободено от български чети начело с Ичко Димитров, като за това свидетелства тумбенецът Златан Милушев: 
| „ | Посрещнахме българските чети с голяма радост. Посрещнахме ги като родни братя с веселби, ядене, пиене и т.н. Народът беше просто полудял от радост. Постилахме черги пред чердаците. Всеки се надпреварваше да ги кани в къщата си... викахме „Да оживее Бугарията!“ Жените плачат от радост. Момите с китки кичат четниците. Голямо веселие настана. | “ |

### В Гърция
През войната селото е окупирано от гръцки части и остава в Гърция след Междусъюзническата война. В 1912 година е регистрирано като селище с християнска религия и „македонски“ език. Преброяването в 1913 година показва Тумба (Τούμπα) като село с 278 мъже и 238 жени. Боривое Милоевич пише в 1921 година („Южна Македония“), че Тумба има 45 къщи славяни християни. От 90 български семейства към 1912 година до 1928 година в България се изселват 88 семейства и в селото остават само 2 български семейства. Ликвидирани са 74 имота на жители, преселили се в България. На мястото на изселилите се българи са настанени гърци бежанци. В 1924 в селото са настанени 100 семейства от източнотракийското село Джелеп, 30 от малоазиатското Флогия и 3 от Фенеркьой (Фанари), Източна Тракия.
В 1928 година селото е смесено местно-бежанско със 162 семейства и 599 жители бежанци. В 1940 година в селото има 675 жители, от които 20 с местен произход.
До старата църква бежанците построяват нова „Успение Богородично“, която напомня старата, която са принудени да изоставят в Източна Тракия.
Селото традиционно се занимава с производство на тютюн, памук, както и с краварство.
| Име       | Име         | Ново име    | Ново име    | Описание                 |
| --------- | ----------- | ----------- | ----------- | ------------------------ |
| Ячинот    | Γιατσινὸτ   | Какорема    | Κακόρεμα    | река на ЮЗ от Тумба      |
| Посит     | Πόσιτ       | Рематаки    | Ρεματάκι    | река на ЮЗ от Тумба      |
| Караагач  | Καραγάτς    | Фтелия      | Φτελιά      | местност на ЮЗ от Тумба  |
| Йени Куле | Γενεή Κουλέ | Ептапиргион | Έπταπύργιον | местност на ЮЮЗ от Тумба |
| Курт тепе | Κούρτ Τεπέ  | Ликовуни    | Λυκοβούνι   | възвшение на З от Тумба  |

| Година    | 1913 | 1920 | 1928 | 1940 | 1951 | 1961 | 1971 | 1981 | 1991 | 2001 | 2011 | 2021 |
| --------- | ---- | ---- | ---- | ---- | ---- | ---- | ---- | ---- | ---- | ---- | ---- | ---- |
| Население | 516  | 505  | 597  | 675  | 825  | 854  | 862  | 859  | 772  | 930  | 628  | 506  |

## Личности
Родени в Тумба
- Атанас Кошничаров (1859 – след 1943), български революционер от ВМОРО
- Вангел Кехайов (1873 – след 1943), български революционер от ВМОРО
- Златан Христов Милушев (1896 – ?) – предприемач, преселил се в България през 1925 година, собственик на фабрика за макарони, след 1944 година репресиран, затварян в Белене[26]
- Кръсто Кехайов (Кръсте Кехаев, Кръстьо Кехая), македоно-одрински опълченец, четата на Ичко Димитров, Сборна партизанска рота на МОО, в гръцки плен от 1 юли до 20 ноември 1913 година[27]
- Щерьо Стоянов (1875 – ?), македоно-одрински опълченец, четата на Иван Пальошев, 4 рота на 15 щипска дружина[28]
- Тано Тумбенчето, деец на ВМОРО, убит през април 1905 година заедно с Андон Иванов Терзиев край Църна река[29]

Починали в Тумба
- Никола Минов, български революционер от Тушин, деец на ВМОРО, убит при Тумба[30]